# Gert-Dietmar Klause
Gert-Dietmar Klause (* 25. März 1945 in Reumtengrün) ist ein ehemaliger deutscher Skilangläufer.
Klause war ein Distanzspezialist für die 30 Kilometer und 50 Kilometer, erreichte jedoch auch auf den 15 Kilometern und in der 4-mal-10-Kilometer-Staffel gute Ergebnisse.
Klause startete für den SC Dynamo Klingenthal und international für die DDR. Bei den Olympischen Winterspielen 1976 gewann er als erster Deutscher überhaupt auf den 50 Kilometern eine olympische Medaille, nämlich Silber. Erst Axel Teichmann konnte diesen Erfolg 34 Jahre später bei den Olympischen Winterspielen 2010 in Vancouver wiederholen. Bei den Nordischen Skiweltmeisterschaften 1970 in der Tschechoslowakei belegte er in der 4 × 10-km-Staffel gemeinsam mit Gerd Heßler, Axel Lesser und Gerhard Grimmer den zweiten Platz. Bei den Nordischen Skiweltmeisterschaften 1974 im schwedischen Falun gewann die DDR mit Gerd Heßler, Dieter Meinel, Gerhard Grimmer und Gerd-Dietmar Klause das 4 × 10-km-Staffelrennen.
Gert-Dietmar Klause ist außerdem mehrfacher DDR-Meister. Er ist bisher der einzige Deutsche und der erste nicht von der skandinavischen Halbinsel oder Finnland stammende Läufer, der den Wasalauf gewinnen konnte. Die DDR-Sportführung wollte Mitte der 1970er Jahre einen Langlaufwettbewerb veranstalten, zu dem auch schwedische Läufer kommen sollten. Die schwedische Gegenseite willigte unter der Bedingung ein, dass DDR-Sportler am Wasalauf teilnehmen. Zu den gesandten Sportlern gehörte auch Klause, der 1975 bei diesem berühmten Langlaufwettbewerb in damaliger Rekordzeit von 4.20,29 Stunden als Erster das Ziel erreichte. Das Renngeschehen war spannend und der Zieleinlauf sehr eng, so dass das Kranzmädchen den Siegerkranz entgegen der Tradition dem Ersten nicht auf den letzten 100 Metern vor der Ziellinie überreichen konnte, da der Zweite, Åke Wingskog, nur wenige Sekunden hinter Klause lief, so dass die Übergabe des Siegerkranzes dessen Sieg gefährdet hätte.
Seine sportlich erfolgreichste Phase hatte Klause 1970–1977 und gehört zusammen mit Gerhard Grimmer zu den erfolgreichsten deutschen Langläufern. In den frühen 1990er Jahren nahm er als Freizeitsportler noch einmal am Wasalauf teil und erreichte mit 5:27 Stunden eine respektable Platzierung knapp unter den besten 700 Läufern.
1974 und 1976 wurde Gert-Dietmar Klause mit dem Vaterländischen Verdienstorden in Bronze ausgezeichnet.

## Doping in der DDR
1972 wurden bei Klause im Vorfeld der Olympischen Winterspiele 1972 in Sapporo Anabolika angewendet.